# Vít Krejčí
Pour les articles homonymes, voir Krejčí.
Vít Krejčí, né le 19 juin 2000 à Strakonice en République tchèque, est un joueur de basket-ball tchèque. Il évolue aux postes de meneur, arrière et ailier.

## Biographie
Le 18 novembre 2020, il est drafté par les Wizards de Washington puis envoyé au Thunder d'Oklahoma City. Cependant, en raison d'une blessure contractée le 25 septembre 2020 contre le Real Madrid, sa saison 2020-2021 est d'ores et déjà finie.
En septembre 2021, il s'engage avec le Thunder d'Oklahoma City via un contrat de plusieurs saisons.
Fin septembre 2022, il est transféré vers les Hawks d'Atlanta contre Maurice Harkless et un second tour de draft.
Le 15 septembre 2023, il signe avec les Timberwolves du Minnesota. Il est coupé un mois plus tard. En décembre 2023, il se réengage avec les Hawks d'Atlanta, via un contrat two-way.

## Statistiques

### Saison régulière
| Saison    | Équipe        | Matchs | Titul. | Min./m | % Tir | % 3pts | % LF | Rbds/m. | Pass/m. | Int/m. | Ctr/m. | Pts/m. |
| --------- | ------------- | ------ | ------ | ------ | ----- | ------ | ---- | ------- | ------- | ------ | ------ | ------ |
| 2021-2022 | Oklahoma City | 30     | 8      | 23,0   | 40,7  | 32,7   | 86,4 | 3,40    | 1,90    | 0,60   | 0,30   | 6,20   |
| 2022-2023 | Atlanta       | 29     | 0      | 5,7    | 40,5  | 23,8   | 50,0 | 0,90    | 0,60    | 0,20   | 0,00   | 1,20   |
| Carrière  | Carrière      | 59     | 8      | 14,5   | 40,7  | 31,1   | 83,3 | 2,20    | 1,30    | 0,40   | 0,20   | 3,80   |